# 長基連

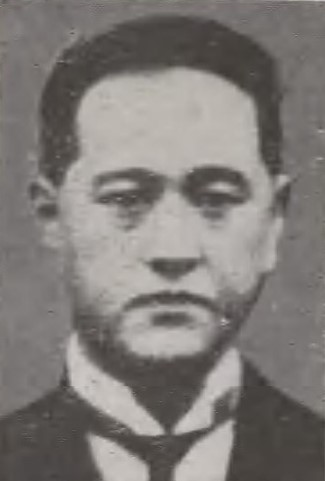
長基連

長 基連（ちょう もとつら、1890年（明治23年）6月16日 - 1954年（昭和29年）6月6日）は、大正から昭和期の実業家、政治家、華族。貴族院男爵議員。旧名・本多恭。

## 経歴
旧加賀藩家老・本多政以の二男として生まれる。男爵・本多政樹の弟。従兄の男爵・長克連の死去に伴い家督を継承し、1901年（明治34年）6月7日、男爵を襲爵した。その後、前名・恭を基連と改名した。
1915年（大正4年）7月、東京帝国大学法科大学政治学科を卒業。1917年（大正6年）三井銀行に入行する。以後、龍王山金山取締役、第一機罐保険社長、東邦物産会頭などを務めた。
1925年（大正14年）7月10日、貴族院男爵議員に選出され、1939年（昭和14年）7月9日まで2期在任した。さらに、1946年（昭和21年）5月11日、貴族院男爵議員補欠選挙で当選し、公正会に所属して活動し1947年（昭和22年）5月2日の貴族院廃止まで在任した。

## 人物
宗教は禅宗。住所は東京市麻布区笄町。

## 親族
長家
- 先妻・竹子（与倉東盛二女、富田松彦養女）[2]
- 後妻・与之子（1902年 - ?、よしこ、行山義光の妹[1]、行山義一の三女[2]）
- 長女・喜美子（富田松彦の養女）[2]
- 二女[4]
- 三女[1]
- 長男・昭連[2]（石川県鳳珠郡穴水町名誉町民）[13]
- 二男[1][4]

親戚
- 兄・本多政樹（男爵）[1]